# Эль-Массира (футбольный клуб)
«Жёнесс Спортив Эль-Массира» (араб.  نادي شباب المسيرة‎; фр. Jeunesse Sportive d'El Massira) — марокканский футбольный клуб из города Эль-Аюн. Выступает в Ботола 2.

## История
Клуб основан в 1977 году в городе Бен-Слиман под названием «Команда вооружённых сил Бен-Слиман». В 1990-е годы решением властей Марокко перебазирован в город Эль-Аюн на севере Западной Сахары, находящийся под марокканским контролем. После своего перебазирования клуб получил новое название «Эль-Массира» в честь «зелёного марша» — акции по присоединению Западной Сахары к Марокко в 1975 году.
Домашние матчи команда проводит на стадионе «Шейх Мухаммед Лагдаф», вмещающем 30 000 зрителей. В 2011 году была проведена реконструкция, уложено синтетическое покрытие.
После переезда клуба в Эль-Аюн, в его состав влились лучшие игроки местного клуба «Шабаб Сакия Аль-Хамра», в том числе Хассан Дерхам (нынешний президент) и Фатхи Жамаль (в будущем известный тренер).
В сезоне 1994/95 клуб дебютировал в высшей лиге чемпионата Марокко, в своём первом сезоне занял девятое место. В сезоне 1996/97 добился наивысшего успеха в своей истории, заняв четвёртое место, отстав на 4 очка от победителя. Около 20 лет выступал на уровне высшего дивизиона, занимал места в середине или нижней половине таблицы (помимо сезона 1996/97, успешен был сезон 2004/05, когда клуб занял пятое место).
По итогам сезона 2011/12 занял 15-е место среди шестнадцати команд и вылетел во второй дивизион.

## Достижения
- Высшее достижение в чемпионате Марокко: 4 место (1996/97)
- Высшее достижение в Кубке Марокко: полуфинал (2003/04 и 2004/05)

## Главные тренеры
- Хассан Бенабича[фр.]
- Абдельхалек Лузани[фр.]

## Текущий состав
| № |               | Поз. | Имя                    | Год рождения |
| - | ------------- | ---- | ---------------------- | ------------ |
|   | Флаг Марокко  | Вр   | Юнес Атаба             | 1976         |
|   | Флаг Марокко  | Вр   | Мухаммед Бааю          | 1993         |
|   | Флаг Марокко  | Вр   | Юнес Сахим             | 1986         |
|   | Флаг Марокко  | Вр   | Али Шабани             | 1985         |
|   | Флаг Марокко  | Защ  | Нуреддин Аит-Абдельуэд | 1981         |
|   | Флаг Марокко  | Защ  | Абдельуэб Дждия        | 1984         |
|   | Флаг Марокко  | Защ  | Мухаммед Каркури       | 1975         |
|   | Флаг Сенегала | Защ  | Пьер Коли              |              |
|   | Флаг Марокко  | Защ  | Бари Лахзам            | 1985         |
|   | Флаг Марокко  | Защ  | Мурад Лемсен           | 1980         |
|   | Флаг Марокко  | Защ  | Хамза Хашими           | 1989         |
|   | Флаг Марокко  | ПЗ   | Негима Барфи           |              |
|   | Флаг Марокко  | ПЗ   | Халид Бергиг           |              |

| № |                       | Поз. | Имя                   | Год рождения |
| - | --------------------- | ---- | --------------------- | ------------ |
|   | Флаг Марокко          | ПЗ   | Билал Техали          | 1987         |
|   | Флаг Марокко          | ПЗ   | Мустафа Флиссате      | 1989         |
|   | Флаг Марокко          | ПЗ   | Абдельали Эли Ханбуби | 1991         |
|   | Флаг Камеруна         | Нап  | Эсташ Ванси           | 1986         |
|   | Флаг Марокко          | Нап  | Рафик Мамуни          | 1988         |
|   | Флаг Республики Конго | Нап  | Жонатан Мбу           |              |
|   | Флаг Сенегала         | Нап  | Патрик Ндаи           |              |
|   | Флаг Нигерии          | Нап  | Эрик Обина Нуаймо     | 1988         |
|   | Флаг Марокко          | Нап  | Азиз Сбай             |              |
|   | Флаг Марокко          | Нап  | Мухаммед Фикри        | 1993         |
|   | Флаг Марокко          | Нап  | Хишам Херуаш          | 1990         |
|   | Флаг Марокко          | Нап  | Сулейман Эль-Хатари   |              |